# Университет Западного Вашингтона
Университет Западного Вашингтонa (англ. Western Washington University, сокр. WWU или Western) — американский общественный университет, расположенный в городе Беллингхем, штат Вашингтон.
Третий по величине университет в штате, после Университета штата Вашингтон и после Вашингтонского университета.

## История
Первоначально университет был основан канадской и американской писательницей Фиби Джадсон в Линдене, штат Вашингтон, в 1886 году как Северо-западная нормальная школа (Northwest Normal School). Школа имела педагогический уклон, в ней обучались преимущественно женщины, но были и мужчины. 24 февраля 1893 года губернатор Джон Макгроу подписал закон о смене названия школы на Нормальная школа New Whatcom (New Whatcom Normal School; населённый пункт New Whatcom ныне в черте города Беллингхем), и в ноябре 1895 года началось строительство постоянного школьного здания, ныне известного как административный корпус Олд Мейн.
Спроектированное известными архитекторами Сиэтла компании Warren Skillings & James Corner, здание было построено к началу 1897 года, но не смогло открыться для обучения, так как не были обеспечены его отопление, освещение и техническое обслуживание территории, которые не были включены в первоначальный контракт. После окончательного исправления недостатков, первый набор студентов в составе 88 человек состоялся в 1899 году.
Учебное учреждение пережило ряд перенаименований: в 1901 году — название школы было изменено Государственная нормальная школа Whatcom (State Normal School at Whatcom); в 1904 году — Нормальная школа штата Вашингтон в Беллингхеме (Washington State Normal School at Bellingham); в 1937 году — Педагогический колледж Западного Вашингтона (Western Washington College of Education); в 1961 году — Государственный колледж Западного Вашингтона (Western Washington State College). В 1977 году учебное заведение получило статус университета и получило своё настоящее название — Университет Западного Вашингтонa.

## Деятельность
1960-е годы были периодом особенно быстрого роста Университета Западного Вашингтонa — за десятилетие количество его учащихся увеличилось с 3 000 до более чем 10 000 человек. Сегодня в университете обучается более 16 000 студентов, что сделало его третьим по величине в Вашингтоне.
В состав университета входят следующие академические подразделения:
- College of Business and Economics
- College of Fine and Performing Arts
- College of Humanities and Social Sciences
- College of Science and Engineering
- Fairhaven College of Interdisciplinary Studies
- Graduate School
- Huxley College of the Environment
- Woodring College of Education

### Президенты
Должность президента Университета Западного Вашингтонa занимали:
| - Edward T. Mathes (1899—1914) - Frank Deerwester (1914) - George W. Nash (1914—1922) - Dwight B. Waldo (1922—1923) - Charles H. Fisher (1923—1939) - William Wade Haggard (1939—1959) - James L. Jarrett (1959—1964) - Paul Woodring (1964—1965) - Harvey C. Bunke (1965—1967) | - Charles J. Flora (1967—1975) - Paul J. Olscamp (1975—1982) - James Talbot (1982—1983) - G. Robert Ross (1983—1987) - Al Froderberg (1987—1988) - Kenneth P. Mortimer (1988—1993) - Roland DeLorme (1993) - Karen W. Morse (1993—2008) (первая женщина-президент) - W. Bruce Shepard (2008—2016) |

С 1 августа 2016 года президентом университета стал Сабах Рандхава (Sabah Randhawa).

### Преподаватели и выпускники
- Эдвард Вайда — профессор факультета современных и классических языков.
- Джефф Кэрролл[англ.] — профессор неврологии факультета психологии.
- Ада Суайнфорд[англ.] — профессором геологии.

См.: выпускники университета Западного Вашингтона.